# Фотопластина

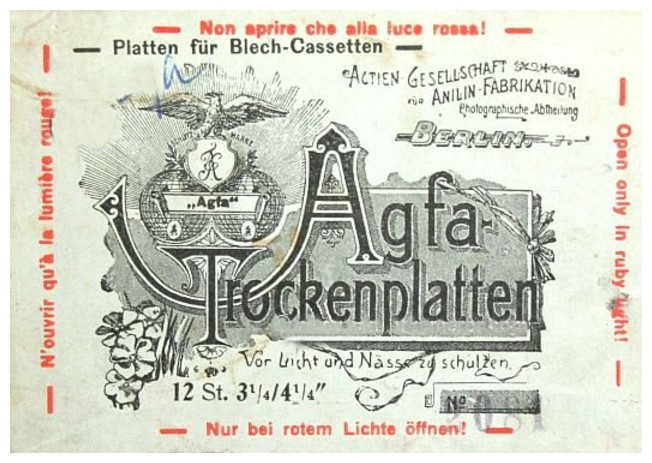
Фотопластини AGFA, 1880 р.

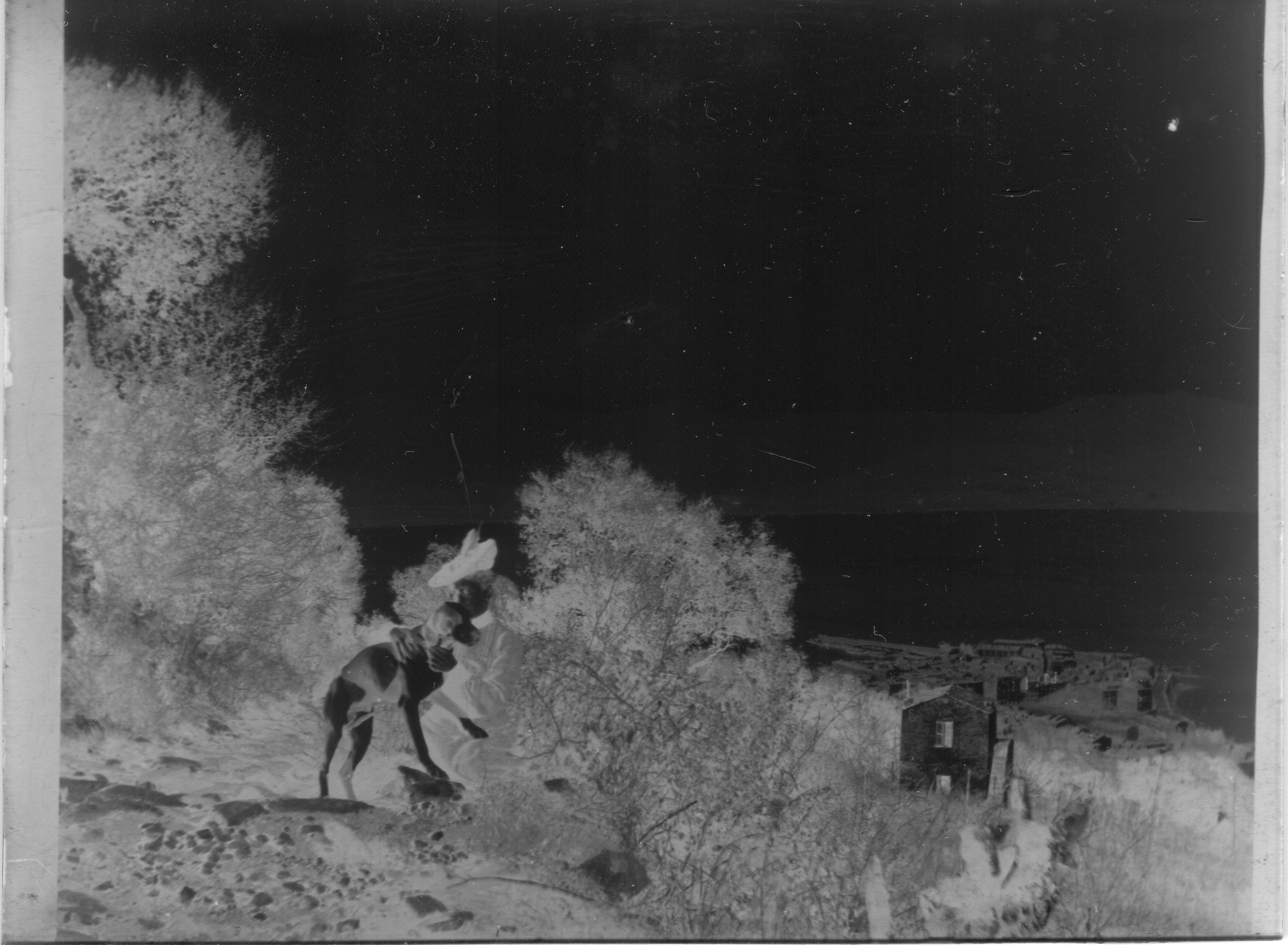
Фотопластина-негатив

Фотопластини були попередниками фотоплівки як цільового носія у фотографії. Для отримання знімків скляні пластини покривали світлочутливими емульсіями із солей срібла. Така форма фотографічного матеріалу майже повністю зникла зі споживчого ринку в перші роки XX століття, коли був представлений зручніший та менш крихкий тип фотоматеріалу — фотоплівка. Проте фотопластинки все ще використовували у деяких фотографічних працях до 1970-х, а також широко застосовувалися професійними астрономічними спільнотами — аж до 1990-х. Такі фотопластини реагують лише на ~2% отримуваного світла. Скляні пластинки були набагато кращими за фотоплівку при застосуванні для виконання знімків у науково-дослідних цілях, оскільки вони були надзвичайно стійкі та менш піддатливі до вигинів або викривлень, особливо у великоформатних камерах для виконання фотографій із широким полем огляду.
Спершу для роботи з фотопластинами використовували дуже незручний вологий колодієвий процес, який був замінений пізніше, наприкінці XIX століття, працею із желатиновими сухими пластинами.

## Використання у наукових цілях

### Астрономія
Багато відомих астрономічних оглядів було виконано з використанням фотографічних пластин. До них, зокрема, належать перший Огляд неба Паломарської обсерваторії (POSS) у 1950-х, наступний POSS-II у 1990-х, а також виконаний у Великій Британії за допомогою телескопа Шмідта астрономічний огляд південних схилень. У багатьох обсерваторіях, до яких належать обсерваторії у Гарварді та Зоннеберзі, зберігаються великі архіви фотографічних пластин, які використовують насамперед для вивчення змінних зір у історичному контексті.
Багато об'єктів нашої сонячної системи були відкриті, використовуючи фотопластини, які витіснили з цієї ніші попередні, застарілі методи спостереження. Відкриття малих планет за допомогою фотопластин було започатковано Максом Вольфом, коли він відкрив астероїд 323 Брюсія у 1891 році. Першим природним супутником, відкритим за допомогою фотопластин, став супутник Феба у 1898 р.; Плутон був відкритий з використанням фотопластин у блінк-компараторі; його супутник Харон був відкритий на 48 років пізніше шляхом скрупульозного дослідження опуклості на знімку Плутона, збереженому на фотопластині.
Пластини зі скляною основою використовували частіше, аніж плівку, оскільки вони не морщилися та не деформувалися, переходячи з вологого у сухий стан, або при будь-яких інших впливах. Компанія Kodak припинила виробництво декількох видів фотопластин поміж 1980 та 2000 рр., тим самим припиняючи створення астрономічних оглядів неба.
Декілька важливих галузей астрофотографії, таких як астрономічна спектроскопія та астрометрія, вимагають більшої просторової стабільності, аніж це могла забезпечити будь-яка фотоплівка, тож у цих галузях продовжували використовувати фотопластини, аж доки цифрова фотографія не розвинулася до рівня, який дозволив цілковито замінити фотохімічну фотографію у цих цілях.

### Фізика
Фотопластини були важливим інструментом, який використовували на початкових етапах вивчення фізики елементарних частинок, оскільки вони чорніли внаслідок дії на них іонізаційної радіації. Наприклад, у 1910-х Віктор Франц Гесс відкрив космічну радіацію, оскільки вона залишала смуги на цілих стопках фотопластин, які він залишав саме з цією метою на вершинах високих гір, або навіть відправляв у ще вищі шари атмосфери — за допомогою повітряних куль

## Медична візуалізація
Чутливість певних типів фотопластин до іонізаційної радіації (зазвичай рентгенівського випромінювання) також має практичне застосування при створенні зображень у медичних цілях, а також в деяких галузях матеріалознавства, хоча в більшості подібних галузей замість фотопластин використовують спеціальні люміноформні пластини — детектори, придатні для багаторазового використання, які надають можливість комп'ютерного зчитування. Використовують також інші види детекторів рентгенівського випромінювання, які є замінниками дещо застарілих для цієї справи фотопластин.

## Вихід із вжитку
Використання фотопластин значно знизилось із початку 1980-х, коли їм на заміну прийшли пристрої із зарядовим зв'язком (ПЗЗ). ПЗЗ-камери мали декілька переваг над скляними пластинами, до яких належали висока продуктивність, реагування на лінійне світло, а також спрощений процес отримання зображення та можливість цифрової обробки. Проте, навіть найбільші формати ПЗЗ-матриць (наприклад, 8192x8192 пікселів) все ще не мають тієї площі світлочутливості та тієї роздільної здатності, яку мають більшість фотопластин. Тому сучасні фотокамери у телескопах, які використовують для виконання астрономічних оглядів, використовують цілі масиви ПЗЗ-матриць для отримання такого ж результату, який колись можна було отримати з використанням фотопластин.

## Зберігання
Декілька установ заснували архіви, призначені для зберігання фотопластин та уникнення втрат цінної історичної інформації. Таке зберігання особливо потрібне для розвитку астрономії, оскільки фотопластини репрезентують собою незамінні записи неба та астрономічних об'єктів, які сягають в минуле на понад сотню років. Одним із прикладів таких астрономічних архівів є Архів астрономічних фотографічних даних (Astronomical Photographic Data Archive, APDA), який знаходиться в обсерваторії PARI (Pisgah Astronomical Research Institute). Цей архів був створений у 2007 році у відповідь на рекомендації групи міжнародних науковців (група налічувала 31 чоловіка), яка зібралася у 2007 році, аби обговорити саме проблему збереження астрономічних фотопластин. Обговорення виявили, що деякі обсерваторії стали нездатними утримувати свої колекції фотографічних пластин, і потребували місця, в якому їх можна було б заархівувати. Архів APDA призначений для зберігання та каталогізації нині[коли?] непотрібних фотопластин, а додатковою ціллю такої архівації є, після успішної каталогізації, створення бази даних зображень, яка могла б бути доступною через інтернет для всесвітньої спільноти науковців, дослідників та студентів. Колекція архіву зараз налічує понад 200 000 зображень. Вони зберігаються у безпечному приміщенні, із контролем середовища («штучним кліматом»). Установа має у своїй власності декілька сканерів для фотопластин, до яких належать високоточні GAMMA I та GAMMA II, які були сконструйовані для NASA та Space Telescope Science Institute (STScI), і їх використовувала команда науковців під проводом доктора Баррі Ласкера для створення каталогу зір-дороговказів (Guide Star Catalog) та оцифрованого огляду неба (Digitized Sky Survey), які зараз використовують для наведення та спрямовування телескопа Габбл. В архіві діють також пожертвувані компанією EMC Corporation мережна система зберігання та програмне забезпечення, здатне зберігати та аналізувати понад 100 терабайтів дослідницьких даних.

## Галерея

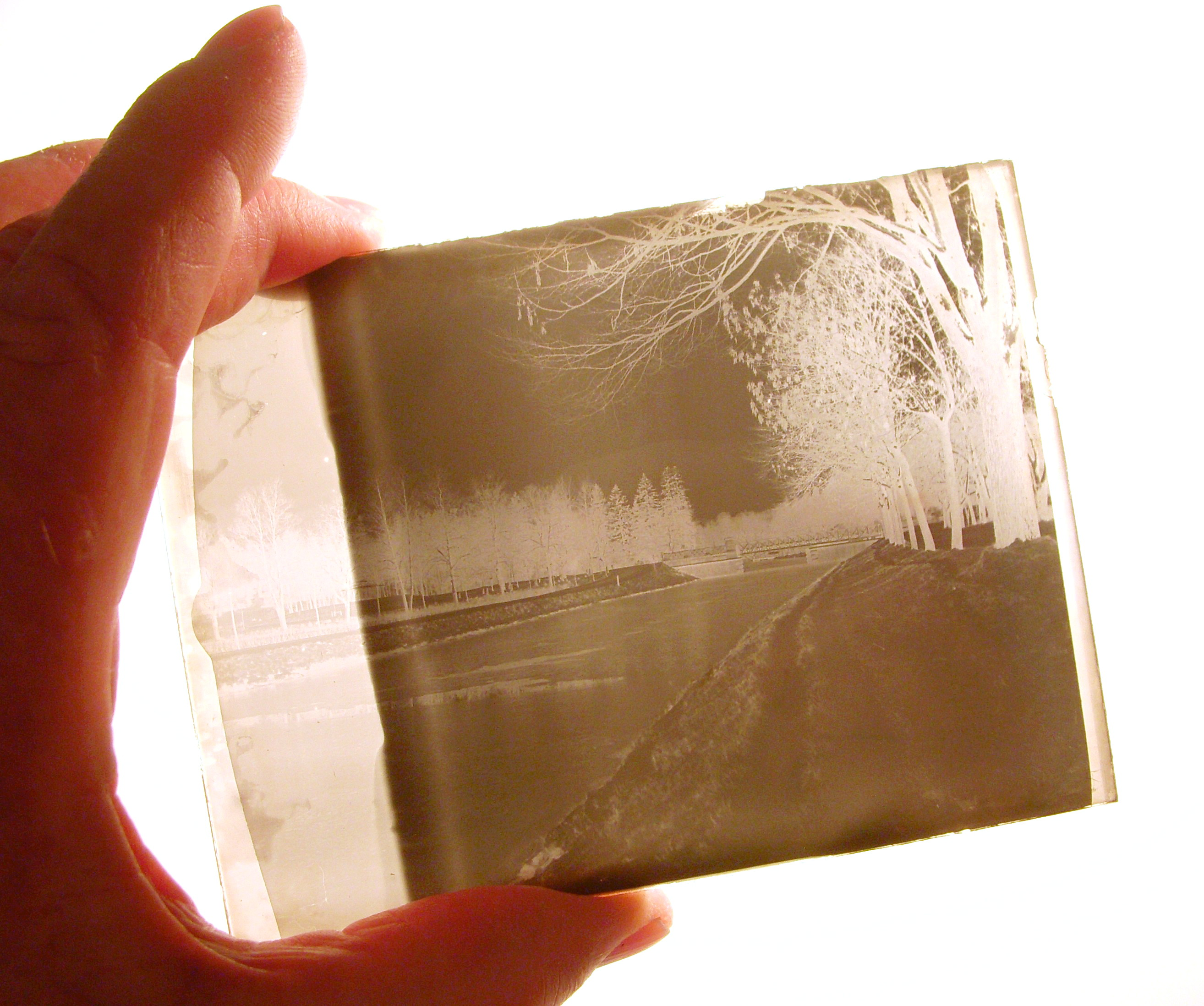
Фотопластина із негативним зображенням
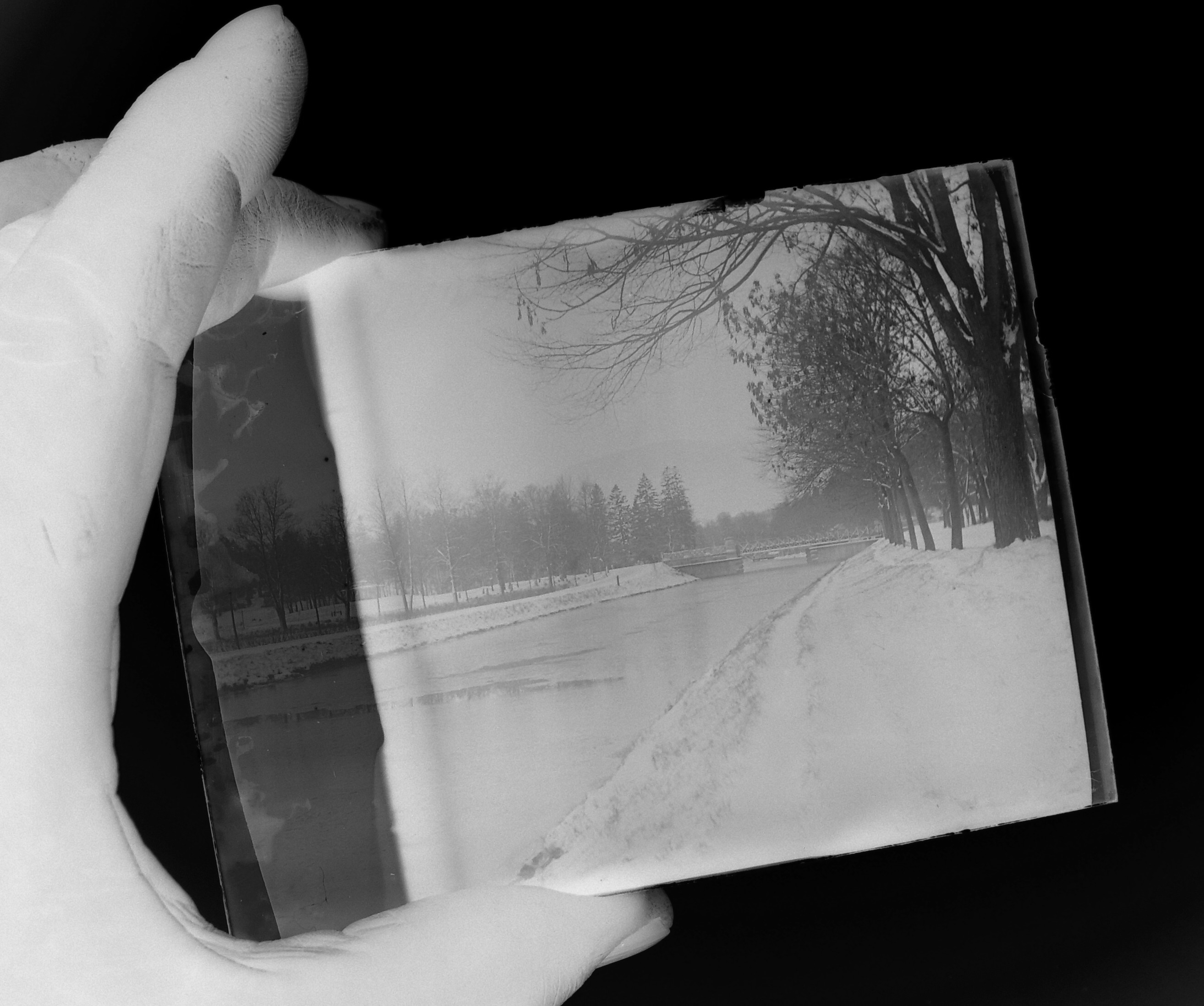
Фотопластина із позитивним зображенням
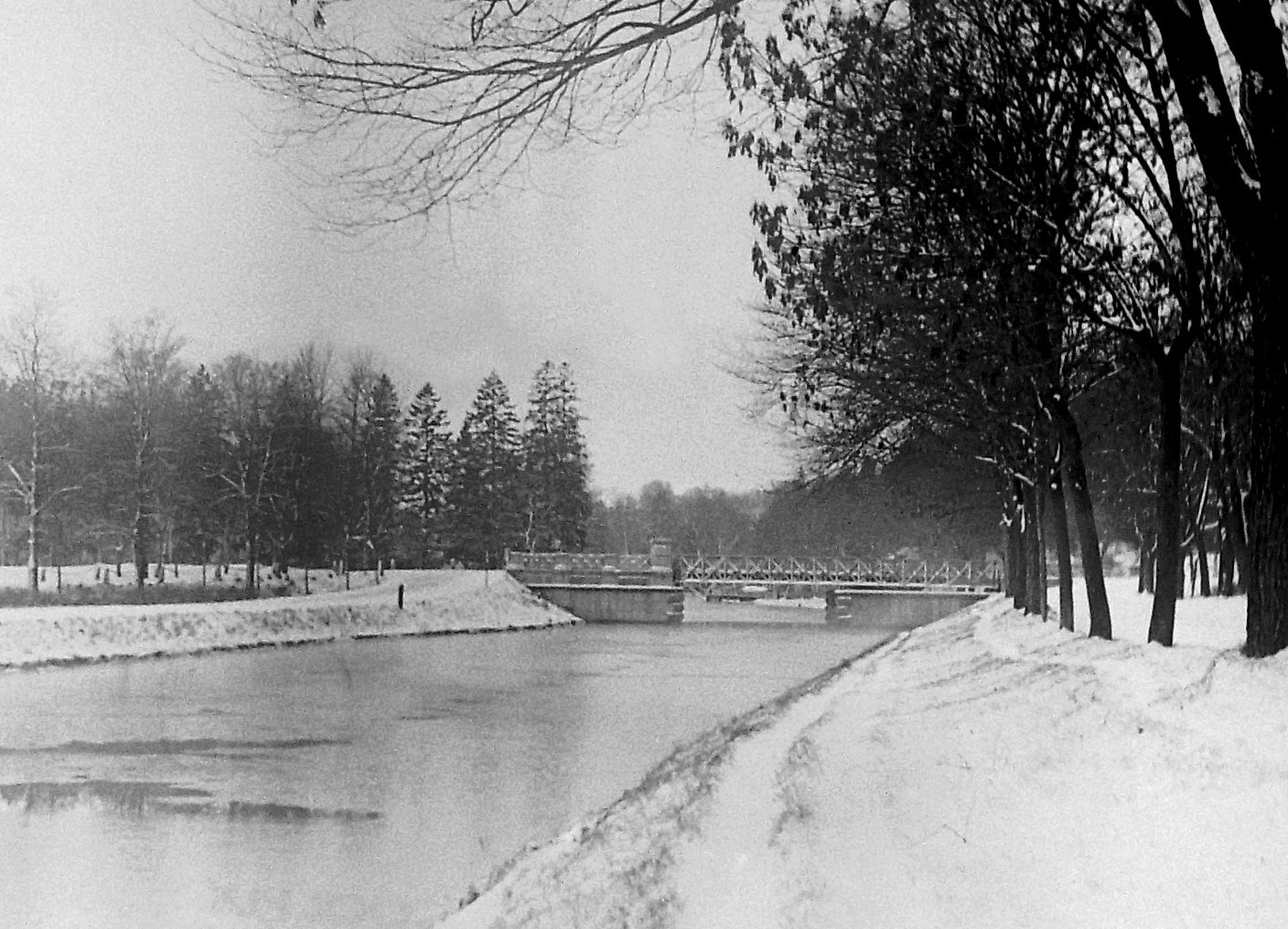
Вихідне зображення